# Céramique dans le Haut-Richelieu
Le Haut-Richelieu, au Canada, dans la province de Québec, a été la capitale nationale de la céramique au XIXe siècle.

## Historique

### Premières formes de poterie (-1000 au XIIVe)
L'histoire de la poterie dans la région du Haut-Richelieu débute vraisemblablement aux balbutiements de la production amérindienne, il y a 3000 ans, à l'époque où les Amérindiens commencèrent à se sédentariser. Les premiers regroupements iroquois fabriquaient en céramique des pots servant à conserver les aliments ainsi qu'à les faire cuire. Pour ce faire, ils utilisaient une boule d'argile façonnée avec leur poing et la cuisait, sans toutefois l'orner avec un quelconque souci esthétique. Ce n'est que vers -400 que les artisanes intègrent à leurs pièces des coquillages ou des fragments de roches ; ainsi se développeront les techniques de fabrication amérindienne, dans un contexte de déplacements constants, la rivière Richelieu faisant de la région un lieu de passage fort convoité.

### Poterie en Nouvelle-France (1640 à 1760)
Le premier Européen à apercevoir le potentiel de production de poterie dans la vallée du Saint-Laurent est nul autre que Samuel de Champlain, qui remarque que la terre est riche en argile rouge, nécessaire pour la fabrication de poteries mais surtout de briques. Les premiers colons de la Nouvelle-France utilisaient ainsi cette terre pour construire briques et tuiles, répondant aux besoins immédiats de la colonie. Après une courte occupation anglaise (1629), qui se termina par le traité de Saint-Germain-en-Laye (1632), la Compagnie des Cent-Associés est chargée de la colonisation et du développement de la Nouvelle-France ; c'est à cette époque qu'a été retracé un des premiers briquiers français en Amérique: Robert Drouin. À l'instar des autres potiers de l'époque, la production de l'artisan-briquetier Robert Drouin est plus pratique et utile que luxueuse puisque le marché colonial est plutôt modeste ; les quelques pièces plus luxueuses sur le marché sont importées de Chine. En 1686, l'intendant Champigny officialise le métier de potier sur le territoire en informant un ministre français du travail prolifique de plusieurs artisans. Les potiers, vers la fin de la Nouvelle-France, vendaient localement leurs produits - dont les principales qualités étaient la solidité et l'utilité - mais ne gagnaient pas un salaire significatif, devant parfois compter sur le soutien des communautés religieuses qui achetaient quelques-unes de leurs pièces. C'est ainsi qu'on recense, en 1760, une douzaine de poteries en Nouvelle-France, de Québec à Saint-Antoine-sur-Richelieu, en passant par Trois-Rivières, Montréal, Rivière-Ouelle, Saint-Roch-des-Aulnaies et la Beauce.

### Début de l'industrialisation (fin XVIIIe - début XIXe)
L'importance de la rivière Richelieu dans le développement contemporain de la région est d'abord d'origine militaire : l'axe Hudson-Richelieu devient rapidement une voie d'invasion lors des guerres franco-iroquoises, l'intérêt que suscite ce lieu de passage majeur étant conflictuel. À l'origine, l'objet du conflit est l'exclusivité de la traite des fourrures ; cependant, cet objet de conflit témoigne de l'importance stratégique militaire et économique de la rivière tout au long de la Nouvelle-France et du début du XIXe siècle, importance de laquelle découlera une impressionnante tradition de militarisation de la région qui s'ensuivra (les premiers forts construits sur le Richelieu en 1665 ; les premières invasions anglaises en 1691 et la fortification qui s'ensuivit ; sans oublier la Guerre de la Conquête qui mit fin à la Nouvelle-France). À la suite de cette militarisation, un vaste mouvement migratoire des loyalistes et une forte pression commerciale résultant de la Guerre d'indépendance des États-Unis mèneront au développement de la région, développement dont la construction du premier chemin de fer au Canada en 1836 sera l'évènement majeur. Dans ce contexte, l'installation de manufactures de grès dans la ville de Saint-Jean-sur-Richelieu est un choix sensé : le Canal de Chambly, le chemin de fer ainsi que la position géographique avantageuse de la ville (lieu de passage important entre les États-Unis et Montréal) pour l'acheminement des ressources naturelles et des produits finis sont autant de facteurs ayant favorisés le développement industriel de la région.

### Industrialisation (milieu XIX au début XX)
C'est dans ce contexte d'industrialisation et de la région du Haut-Richelieu, en partie en réaction au développement économique très avancé des Américains, que plusieurs potiers s'installent à Saint-Jean-sur-Richelieu. En 1840, Moses Farrar, un Montréalais ayant appris son métier de potier au Vermont et son beau-père Isaac Newton Soule établissent la première fabrique de grès au Canada à Saint-Jean-sur-Richelieu. Important leur argile du New Jersey et leur glaise du Vermont, leur arrivée dans la région marque le début d'une ère de développement de l'industrie de la céramique sans précédent au Canada.. Leur entreprise évoluera, passera entre différentes mains, changera de nom plusieurs fois et se modernisera pour finalement être la propriété de la multinationale Crane Limited et être démolie en 1941, année de la fin de sa production.
Un autre acteur important des débuts du développement industriel de la céramique dans le Haut-Richelieu est né à Saint-Jean-sur-Richelieu, le maître menuisier et charpentier Henry Gillespie, qui investit en 1845 dans une briquerie située sur l'Île Sainte-Thérèse. En 1852, il s'associe à un certain Warren Hoxil Soule pour exploiter une poterie de grès à Saint-Jean-sur-Richelieu ; en 1857, il achète conjointement un terrain sur lequel sera construit un atelier de grès du nom de Canada Stone Ware Manufacturing Establishment qui connut un certain développement mais dont la raison et la date de fin des activités nous sont inconnues.

## Aujourd'hui
Bien que le dynamisme du milieu de la céramique se soit considérablement réduit vers le milieu du XXe siècle, l'importance de ce domaine d'activité dans le développement de la région est toujours perceptible. Certains organismes participent à la promotion et à la valorisation de ce passé singulier. On retrouve, entre autres, le Marché de Potiers du musée du Haut-Richelieu : un évènement culturel annuel ayant lieu au Québec dans le Haut-Richelieu, en Montérégie, dans la ville de Mont-Saint-Hilaire. L’évènement se veut un maillage entre la production de céramique contemporaine et ancienne.

### Marché de Potiers[17]

#### Création
C’est au début de l’année 2008 que le céramiste Luc Delavigne, récemment installé dans la région, fait part au musée du Haut-Richelieu de son intention d'organiser un marché de potiers, à l'image de ceux ayant lieu en Europe. L’idée du projet est double : d’une part, créer un évènement mettant en vedette les céramistes d’aujourd’hui et d’autre part commémorer l’apport de l’art du tournage au développement de la région du Haut-Richelieu, particulièrement au XIXe siècle. 

À la manière d'un marché de maraicher, les potiers professionnels proposent durant une fin de semaine leurs productions sur des étals, à l'extérieur, vendant ainsi directement aux visiteurs, ce qui leur permet d'échanger sur le sujet et de découvrir l'importance de la céramique dans l'histoire du Haut-Richelieu. La première édition de l’évènement se tient en 2008.

#### Premières éditions

##### 2008
La première édition s'est tenue les 31 juillet et 1er août 2008. Plusieurs activités - démonstrations au tour, initiation à l'argile, essais au tour, projections de documents vidéos illustrant différentes techniques, barbecue - attendaient les visiteurs sur le site historique du Marché public du Vieux-Saint-Jean. Cette édition a regroupé le travail de 20 céramistes et 550 personnes visitèrent le lieu de l'exposition, ce qui a amené le comité organisateur à considérer sérieusement la possibilité d'en faire un évènement annuel.

##### 2009
Lors de la 2e édition de l’évènement, quelques modifications d'ordre pratique ont été apportées : le Marché serait ouvert trois jours, les 7, 8 et 9 août 2009, ce qui y inclut le samedi et le dimanche et donc une cohabitation avec les habituels maraîchers de l'endroit. Après une première année lors de laquelle un achalandage plus élevé que prévu avait été observé, les attentes quant au nombre considérable de visiteurs de cette seconde édition : ainsi, cette nouvelle formule présentait 24 céramistes et a accueilli 1 647 visiteurs lors des trois jours. L'année 2009 a aussi été celle de la tenue d'une première édition automnale intérieure de l'évènement.

##### 2010
En raison du nombre trop élevé de visiteurs et de l’espace trop restreint des lieux d’exposition, la 4e année du Marché de Potiers a été une année de grands changements : l’évènement a eu lieu du 15 juillet au 16 août sur le site en plein air permanent des Vergers Pierre Tremblay et Fils Inc dans la ville de Mont-Saint-Grégoire. La nouvelle taille du site permettait d'exposer les pièces de 39 céramistes un mois durant et de tenir plusieurs activités nouvelles, dont des démonstrations au tour et de raku, une démonstration culinaire avec le chef québécois François Pellerin, des cours de céramique pour enfants et adultes ainsi que quelques journées thématiques. Pour la première fois, un prix a été décerné par l'Association des Collectionneurs de Céramique du Québec à l'artiste se distinguant le plus dans la qualité et la créativité de son travail : Sophie-Ève Adam. La tenue de l'évènement dans un décor aux allures du terroir québécois, la présentation de produits culinaires québécois ainsi que d'œuvres de céramistes québécois témoignent d'une volonté nouvelle de promotion du travail d'artisans de cette province, l'évènement le Marché de Potiers semblant vouloir se diriger vers une thématique de mise en valeur des produits du terroir. Cette édition présenta aussi une exposition en galerie, l’exposition Références; Laurent Craste, Léopold Foulem, Monique Giard, Nicole Lemieux, Yves Louis-Seize, Gilbert Poissant et Claude Prairie furent les sept céramistes exposant pour l’occasion.

##### 2011
La 5e édition aura lieu du 15 juillet au 16 août 2011. Y sera présentée une rétrospective de la carrière du céramiste Maurice Savoie.